# Auer Buam
Die Auer Buam sind eine volkstümliche Musikgruppe und Gstanzlsänger aus Bayern, Deutschland.

## Mitglieder
Raphael Auer studierte Wirtschaftsinformatik an der dualen Hochschule Gera/Eisenach. Er begann mit 11 Jahren unter der Führung seiner Mutter Steirische Harmonika zu spielen und wuchs zum Virtuosen auf diesem Instrument heran. Sein Bruder Nicholas Auer lernte Land- und Baumaschinenmechaniker. Nicholas übernimmt den Aufgabenbereich des Bandleaders und Frontmanns der Gruppe.

## Geschichte
Raphael spielte gemeinsam mit seiner Mutter auf der väterlichen Geburtstagsfeier Unterhaltungsmusik mit Steirischer Harmonika und Akkordeon. Da sich Nicholas für das Erlernen eines Instruments nicht sehr begeistern konnte, ihm aber das Unterhalten der Gäste sehr lag, übernahm der damals 12-Jährige spontan den Part des Moderators der Geburtstagsfeier. 
Unter der Führung der musikalisch geprägten Mutter sowie des Großvaters der Brüder Auer wurde die Band auf die Beine gestellt. Eine Siegerplatzierung beim Alpen Grand Prix in Meran/Italien verhalf den beiden Brüdern zu großer Popularität in Bayern und Deutschland. Im Jahr 2009 musizierten die Brüder gemeinsam mit den Show- und TV-Größen Elton, DJ Bobo und Verona Pooth auf der TV-Bühne von Pro 7. 2013 wurden sie erstmals für "Die Stimme des Jahres – Schlager Trophy" nominiert und erhielten im Zuge dessen den Publikumspreis.

## Diskografie
- 2009: Frech aufgspuilt – Lustige Gstanzl, Lieder und Witze (CD)
- 2010: Mia mög'n koa Madln (Single)